# Doliocystis legeri
Doliocystis legeri is een soort in de taxonomische indeling van de Myzozoa, een stam van microscopische parasitaire dieren. Het organisme komt uit het geslacht Doliocystis en behoort tot de familie Lecudinidae. Doliocystis legeri werd in 1909 ontdekt door Brasil.